# Barciszewo
Barciszewo (deutsch Bartelsdorf) ist ein Ort in der polnischen Woiwodschaft Ermland-Masuren. Es gehört zur Gmina Bartoszyce (Landgemeinde Bartenstein) im Powiat Bartoszycki (Kreis Bartenstein (Ostpr.)).

## Geographische Lage
Barciszewo liegt im Norden der Woiwodschaft Ermland-Masuren, zwölf Kilometer südlich der einstigen und heute auf russischem Hoheitsgebiet gelegenen Kreisstadt Preußisch Eylau (russisch Bagrationowsk) bzw. zehn Kilometer nordwestlich der heutigen Kreismetropole Bartoszyce (deutsch Bartenstein).

## Geschichte
Der seinerzeit Bertholdsdorf genannte Ort wurde vor 1350 gegründet und nach 1379 Bertoldisdorf, nach 1414 Bertelstorff, nach 1536 Bartelstorff und nach 1540 Bartelsdorf genannt. Im Jahre 1874 kam Bartelsdorf zum neu errichteten Amtsbezirk Albrechtsdorf (polnisch Wojciechy) im ostpreußischen Kreis Preußisch Eylau, dem es bis 1945 zugehörte.
Im Jahre 1910 zählte Bartelsdorf 147 Einwohner.
Am 30. September 1928 schloss sich Bartelsdorf mit den Nachbarorten Marguhnen (polnisch Merguny), Tappelkeim (Tapilkajmy) und der Waldenklave des Gutsbezirks Bandels (Bądle) zur neuen Landgemeinde Bartelsdorf zusammen. Die Einwohnerzahl der auf diese Weise neu formierten Gemeinde belief sich 1933 auf 377 und 1939 auf 378.
In Kriegsfolge kam 1945 das gesamte südliche Ostpreußen zu Polen. Bartelsdorf erhielt die polnische Namensform „Barciszewo“ und ist heute eine Ortschaft innerhalb der Landgemeinde Bartoszyce (Bartenstein) im Powiat Bartoszycki (Kreis Bartenstein (Ostpr.)), von 1975 bis 1998 der Woiwodschaft Olsztyn, seither der Woiwodschaft Ermland-Masuren zugehörig. Im Jahre 2021 zählte Barciszewo 109 Einwohner.

## Religionen

### Christentum
Bis 1945 war Bartelsdorf in die evangelische Kirche Albrechtsdorf (Wojciechy) in der Kirchenprovinz Ostpreußen der Kirche der Altpreußischen Union, außerdem in die römisch-katholische Kirche Bartenstein (Bartoszyce) im damaligen Bistum Ermland eingepfarrt.
Heute gehört Barciszewo zur katholischen St.-Bobola-Kirche in Wojciechy (Albrechtsdorf) im jetzigen Erzbistum Ermland, sowie zur evangelischen Kirche Bartoszyce, einer Filialkirche der Johanneskirche in Kętrzyn (Rastenburg) in der Diözese Masuren der Evangelisch-Augsburgischen Kirche in Polen.

## Verkehr
Barciszewo liegt an einer Nebenstraße, die bei Wojciechy von der Woiwodschaftsstraße 512 abzweigt und bis nach Solno (Zohlen) und weiter zur Landesstraße 51 (frühere deutsche Reichsstraße 128) verläuft. In Barciszewo kreuzt sie eine Nebenstraße, die von Łojdy (Loyden) nach Tapilkajmy (Tappelkeim) führt.
Eine Anbindung an den Bahnverkehr gibt es nicht.